# Rezolucija Vijeća sigurnosti UN-a 1144
Rezolucijom Vijeća sigurnosti UN-a 1144, usvojenom jednoglasno 19. prosinca 1997., nakon podsjećanja na Rezoluciju 1103 (1997) o Misiji Ujedinjenih naroda u Bosni i Hercegovini (UNMIBH) i Međunarodnim policijskim snagama Ujedinjenih naroda (UN-IPTF) u Bosni i Hercegovini, Vijeće je objema misijama produžilo mandat do 21. lipnja 1998.
Vijeće je prepoznalo misiju UNMIBH, a posebno IPTF za njihov važan rad u Bosni i Hercegovini, uključujući restrukturiranje policije, obuku, inspekcije oružja, promicanje slobode kretanja i pomoć u izborima. Prisutnost promatrača IPTF-a ovisila je o sigurnosnim aranžmanima i vjerodostojnim međunarodnim vojnim snagama.
Mandat UNMIBH-a je produžen s mogućnošću daljnjeg obnavljanja osim ako ne dođe do promjena u sigurnosnim aranžmanima koje osiguravaju Stabilizacijske snage. Dana je potpora preporukama Konferencije za provedbu mira u Bonu, a glavni tajnik Kofi Annan je ohrabren da provede restrukturiranje IPTF-a i da obavještava Vijeće o napretku te da izvješćuje svaka tri mjeseca o mandatu UNMIBH-a u cjelini. Druge mjere uključivale su osposobljavanje policije za borbu protiv kontrole mase, povratka izbjeglica, organiziranog kriminala, korupcije, terorizma i krijumčarenja. Države članice su pozvane da osiguraju obuku, opremu i drugu pomoć lokalnim policijskim snagama.
Konačno, rezolucija je odala počast žrtvama helikopterske nesreće 17. rujna 1997., među kojima su bili članovi Ureda visokog predstavnika, IPTF-a i bilateralnog programa pomoći.

## Vanjske poveznice
| Wikizvor | Engleski Wikizvor ima izvorni tekst na temu: United Nations Security Council Resolution 1144 |

- Text of the Resolution at undocs.org